# Waldemar Pabst
Waldemar Pabst (Joinville, 6 de maio de 1910 – ) foi um político brasileiro.
Filho de Max Francisco Luiz Pabst e de Carolina Catarina Sophia Koch Pabst. Casou com Eleonora Pabst, com quem teve filhos.
Nas eleições gerais no Brasil em 1950 foi candidato a deputado estadual para a Assembleia Legislativa de Santa Catarina pelo Partido de Representação Popular (PRP), obtendo 871 votos, ficando na posição de suplente, foi convocado e assumiu o cargo em 1955, participando da 2ª Legislatura (1951-1955).